# Adolf Todó i Rovira
Adolf Todó i Rovira (La Bauma, Castellbell i el Vilar, c. 1956) és un economista i empresari català.

## Biografia

### Carrera professional
És llicenciat en Ciències Econòmiques per la Universitat Autònoma de Barcelona (UAB) i doctor en Economia per la Universitat de Califòrnia a San Diego (UC). Ha estat professor d'aquestes dues universitats així com d'ESADE. Des del 1989 fins al 1994 va ser director de la Banca Corporativa de Sabadell Multibanca i, posteriorment, director de la Unitat de Grans Empreses i Institucions del Banc Sabadell. Des d'octubre de 1995 fins a febrer de 2008 va ser el director general de Caixa Manresa. Des d'aquesta data assolí la direcció general de Caixa Catalunya, i des de l'1 de juliol de 2010 la direcció general de CatalunyaCaixa, entitat producte de la fusió de Caixa Catalunya, Caixa Tarragona i Caixa Manresa.
El 30 de setembre del 2011, mentre era president de l'entitat CatalunyaCaixa, aquesta va ser nacionalitzada en un 90% al necessitar rebre 1.718 milions del FROB (sumats als 1.250 milions rebuts l'any anterior). L'11 d'octubre de 2011 va ser nomenat president executiu de Catalunya Banc, amb el suport del Banc d'Espanya
El 3 de febrer del 2012 el ministre d'economia de Luis de Guindos li va limitar el sou a 300.000 euros anuals al tractar-se d'un dirigent d'una entitat amb ajudes de l'Estat, una rebaixa del 80% del seu sou d'1,55 milions d'euros anuals que tenia fins llavors.

## Premis i distincions
- Insignia d'or de l'Institut Espanyol d'Analistes Financers (2010)

## Obres publicades
- Todó, A. & Carreté, R. (2012) L'ombra de Sant Benet. Barcelona. Angle Editorial. (ISBN 978-84-15002-81-9).
- Todó, A. (2007). El horizonte del emprendedor.Emprendedores
- Todó, A. & Carreté, R. (2007). El gran horizonte. Barcelona: Alienta Editorial. (ISBN 978-84-935212-2-6).
- Todó, A. (2006). La cocina e-mocional. La Vanguardia
- Todó, A. (1991). Estimación de funciones de demanda de bienes públicos: un survey. In Todó Rovira, Adolf & Colldeforns, Montserrat (Ed.). La demanda de bienes públicos y las transferencias intergubernamentales (pp. 57–78). Madrid, España: Instituto de Estudios Fiscales - Ministerio de Economía.
- Todó, A. (1991). Teoria i estimació de la demanda de béns públics locals. In Ramon Marimon i Xavier Calsamiglia (Ed.). Invitació a la teoria econòmica (pp. 364–383). Barcelona, España: Editorial Ariel.